# Nyanga
Nyanga é uma província do Gabão, cuja capital é a cidade de Tchibanga. Sua população projetada para 2006, a partir do último censo realizado em 1993, é de aproximadamente 55.000 habitantes.	

## Departamentos
Lista dos departamentos da província com as respectivas capitais entre parênteses:
|  | - Basse-Banio (Mayumba) - Douigni (Moabi) - Haute-Banio (Ndindi) - Mougoutsi (Tchibanga) |